# David Robert Mitchell

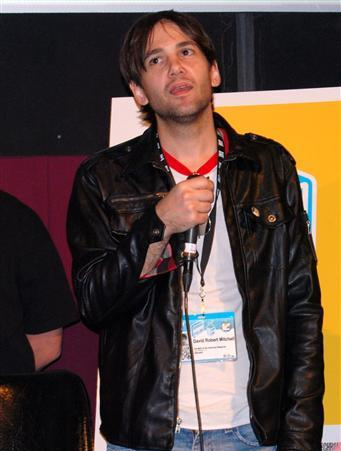
2010 in Austin, Texas

David Robert Mitchell (* 1974 in Clawson) ist ein US-amerikanischer Filmregisseur und Autor. Er leitete das Coming-of-Age-Drama The Myth of the American Sleepover (2010). Sein übernatürlicher Horrorfilm It Follows (2014) wurde von der Kritik gelobt und war in Anbetracht seines niedrigen, unabhängigen Filmbudgets kommerziell erfolgreich. Mit Under the Silver Lake, einem modernen Noir-Film im Setting des modernen Los Angeles, entstand 2018 sein drittes Werk, bei dem er erneut als Regisseur und Drehbuchautor fungierte.

## Leben und Karriere
Mitchell wurde in Clawson, Michigan geboren und absolvierte die Florida State University mit einem MFA in Produktion. Er wurde als Mitglied der Jury der Internationalen Kritikerwoche 2016 des Filmfestivals von Cannes benannt.

## Filmografie
- 2002: Virgin
- 2010: The Myth of the American Sleepover
- 2014: It Follows
- 2018: Under the Silver Lake